# معاهدة لشبونة
معاهدة لشبونة (المعروفة مسبقاً باسم معاهدة الإصلاح) هي اتفاقية دولية لتعديل معاهدتين سابقتين كانتا شكلتا الأساس الدستوري لتأسيس الاتحاد الأوروبي (EU). تم توقيع اتفاقية لشبونة من قبل الدول الأعضاء في الاتحاد الأوروبي في 13 كانون الأول / ديسمبر 2007، ودخلت حيز التنفيذ في 1 كانون الأول / ديسمبر 2009. هذه المعاهدة تعدل معاهدة ماستريخت (1993)، المعروفة بشكلها المعدَّل باسم معاهدة الاتحاد الأوروبي (2007)، و‌اتفاقية روما (1957)، المعروفة بشكلها المعدل باسم معاهدة أداء الاتحاد الأوروبي [الإنجليزية] (2007)، ، كما تعدِّل البروتوكولات المرفقة بمعاهدة تأسيس الجماعة الأوروبية للطاقة الذرية (EURATOM).
من أهم التعديلات التي تضمنتها المعاهدة الانتقال من التصويت بالإجماع ليصبح بالأغلبية في 45 مجال لإقرار السياسات على الأقل في مجلس الاتحاد الأوروبي، حيث يتم الاعتماد بموجب الأغلبية المزدوجة [الإنجليزية]، منح صلاحيات أكبر للبرلمان الأوروبي بحيث يتم إنشاء سلطة تشريعية من مجلسين بمشاركة مجلس الاتحاد الأوروبي، تجميع شخصية معنوية للاتحاد الأوروبي إضافة إلى إنشاء منصب رئيس المجلس الأوروبي و‌الممثل السامي للاتحاد للشؤون الخارجية والسياسة الأمنية. كما قامت المعاهدة أيضاً باعتبار وثيقة حقوق و‌ميثاق الحقوق الأساسية ملزمين قانوناً. كما منحت المعاهدة للمرة الأولى الدول الأعضاء الحق القانوني بمغادرة الاتحاد.
تنص الاتفاقية على أن الهدف منها «استكمال الإجراءات التي بدأتها معاهدة أمستردام (1997) و‌معاهدة نيس (2001) مع رؤية لتحسين كفاءة الاتحاد وشرعيته الديمقراطية من خلال تحسين تناسق أفعاله» معارضوا معاهدة لشبونة كالعضو الدنماركي السابق في البرلمان الأوروبي ينس بوند [الإنجليزية] الذي قال بأنها تزيد من مركزي الاتحاد الأوروبي، و‌إضعاف الديمقراطية [الإنجليزية] من خلال «نقل السلطة بعيداُ» عن الناخبين الوطنيين. يجادل المؤيدون بأنها تجلب المزيد من الضوابط والتوازن في نظام الاتحاد الأوروبي، مع سلطات أقوى للبرلمان الأوروبي ودور جديد للبرلمانات الوطنية.
بدأت المفاوضات لتعديل أسس الاتحاد الأوروبي في 2001، والتي نتج عنها بدايةً معاهدة تأسيس دستور الاتحاد الأوروبي والتي من شأنها إلغاء المعاهدات الأوروبي واستبدالهم بدستور. تم التخلي عنها على الرغم من حصولها على أغلبية الدول الأعضاء بسبب رفضها من قبل 54.67% من الناخبين الفرنسيين [الإنجليزية] في 29 أيار / مايو 2005 ثم من قبل 61.54% من الناخبين الهولنديين [الإنجليزية] في 1 حزيران / يونيو 2005. بعد فترة، اتفق الدول الأعضاء على إبقاء المعاهدات الحالية مع إجراء تعديلات عليها لإجراء عدد من الإصلاحات التي كان سيتضمنها الدستور. تم البدء بإعداد معاهدة تعديلية وتوقيعها في لشبونة عام 2007. وكان من المتوقع إنفاذها من قبل جميع الأعضاء في نهاية العام 2008. ولكن هذا المخطط فشل بسبب الرفض الأولي [الإنجليزية] للمعاهدة في حزيران / يونيو 2008 من قبل الناخبين الإيرلنديين، وهو القرار الذي تم تغييره في الاستفتاء الثاني [الإنجليزية] في تشرين الأول / أكتوبر 2009.